# Sydney Cove
Koordinaten: 33° 51′ 30″ S, 151° 12′ 43″ O

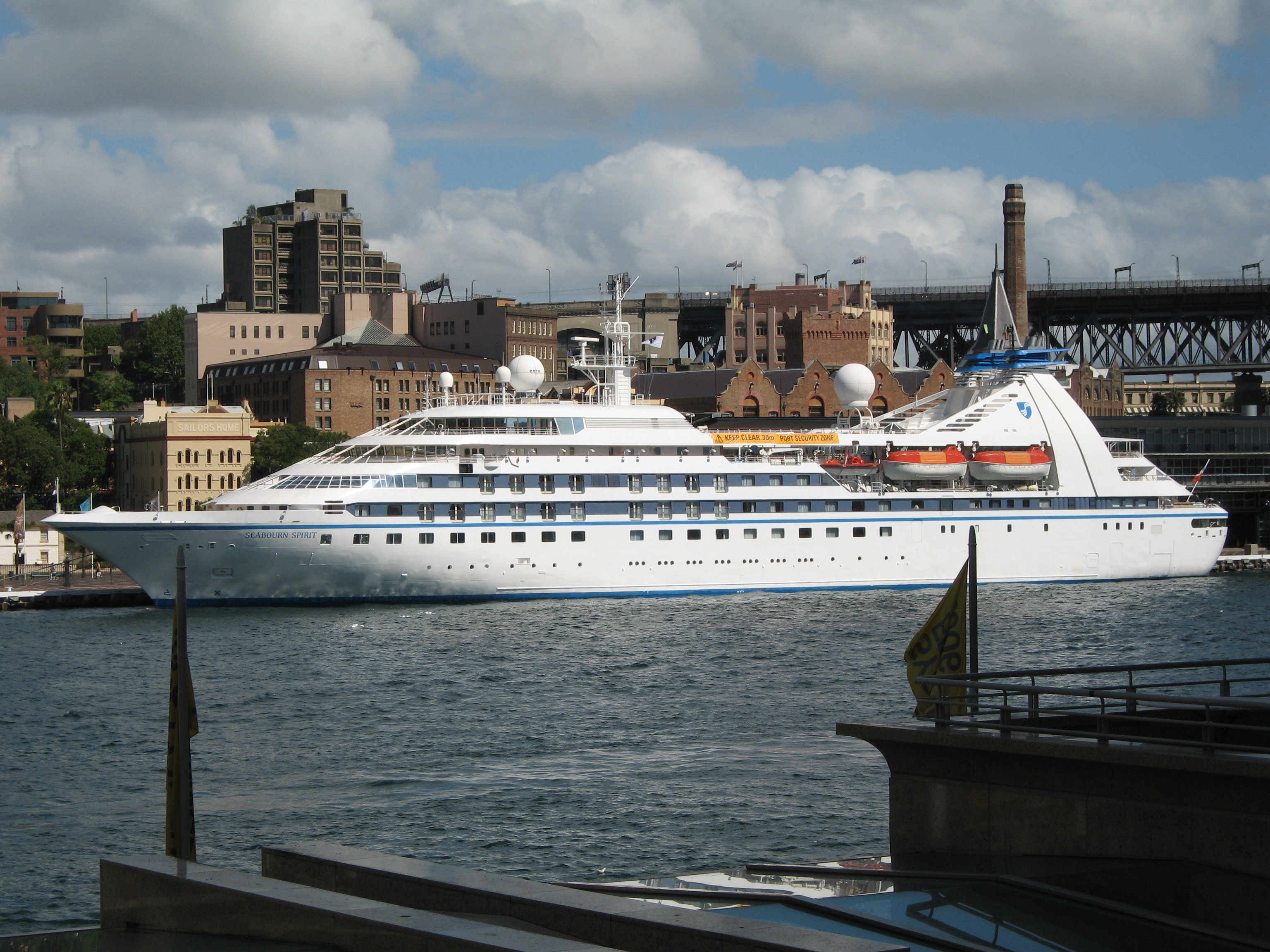
Sydney Cove

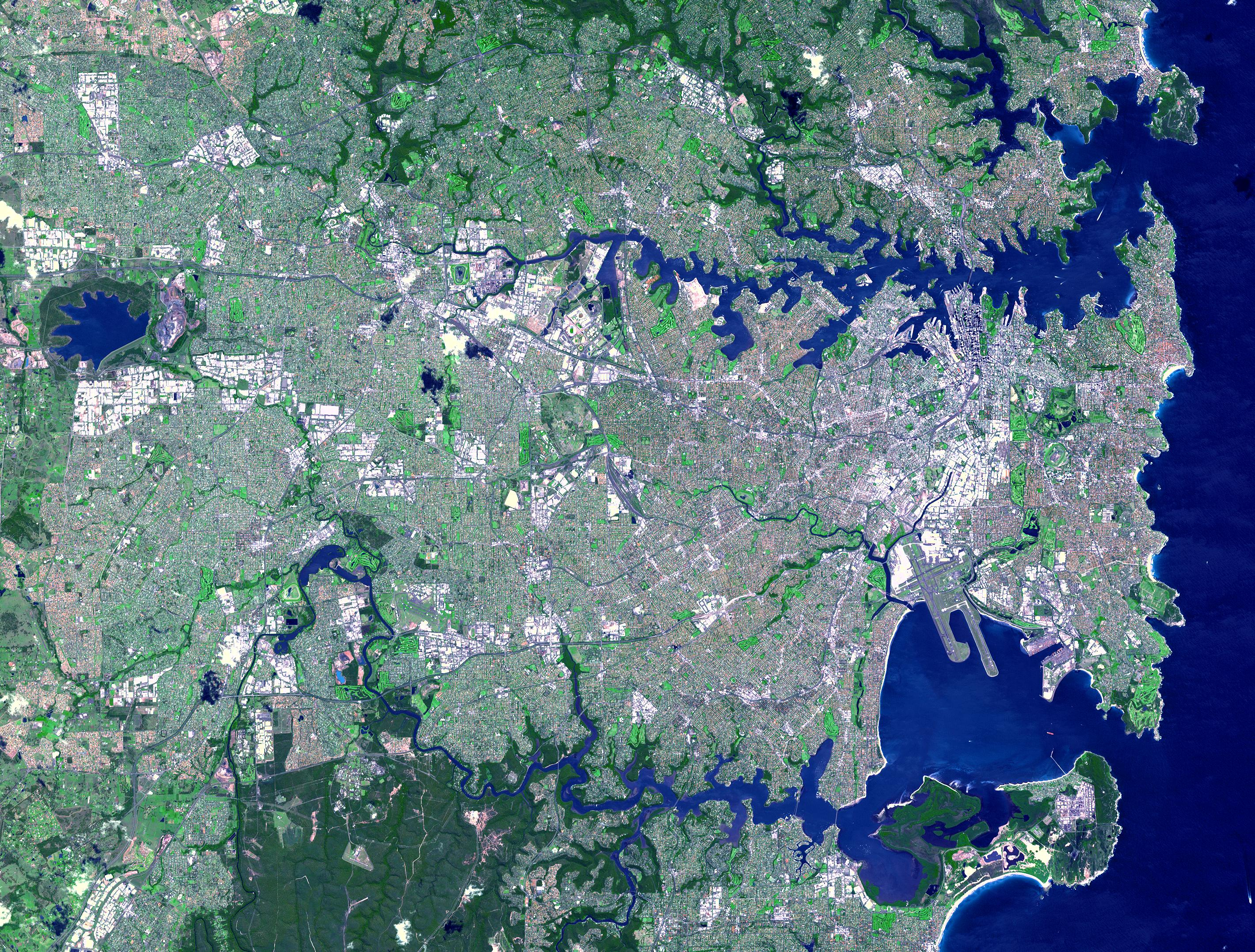
Satellitenbild von Sydney – Sydney Cove in der oberen Bildhälfte

Sydney Cove (in der Sprache der Aborigines Warrane) ist eine kleine Bucht im Port Jackson der australischen Metropole Sydney.
Diese Bucht hat historische Bedeutung, da dort die erste Begegnung der lokalen Aborigines der Eora mit den ersten britischen Kolonisten erfolgte und diese Australien durch die Gründung der Sträflingskolonie zu ihrer Kolonie erklärten.

## Lage
In der Sydney Cove befinden sich das Sydney Opera House, die südliche Auffahrt zur Sydney Harbour Bridge sowie zwei Anlegestellen für Fähren. Vom Circular Quay verbinden diese die Innenstadt von Sydney mit den Außenbezirken. An einem Kreuzfahrtterminal machen Passagierschiffe fest.

## Geschichte

### Briten
1770 erkundete James Cook auf seiner ersten Südseereise die Gegend. Am 26. Januar 1788, heute als Australia Day gefeiert, kam eine britische Flotte (First Fleet) unter Kapitän Arthur Phillip in Sydney Cove an, wo eine erste Siedlung der Briten aufgebaut wurde.
Die Briten hatten ursprünglich geplant, in der von James Cook entdeckten Botany Bay zu siedeln, diesen Plan aber wegen Wassermangels verworfen. Danach waren sie der Küste nach Norden gefolgt, wo sie erst die Bucht Manly und dann die spätere Sydney Cove entdeckten. Die neue Ansiedlung wurde Sydney genannt, zu Ehren des damaligen englischen Innenministers Lord Sydney.

### Eora
Die Bucht Warrane war ein bedeutender Bestandteil für das Überleben der Eora, denn ihre Ernährung basierte wesentlich auf dem Fischfang: Die Männer spießten Fische vor der Küste auf, während die Frauen von ihren Nowies (Kanus) aus mit der Leine fischten. In historischen Berichten wird erwähnt, dass Gruppen von Aborigines am Government Boatsheds (Bootsschuppen der Kolonialregierung) am Circular Quay von den 1830er Jahren bis in die 1880er Jahre campierten. Das Camp wurde 1881 aufgelöst und die dort lebenden Aborigines wurden nach La Perouse deportiert, einem Vorort von Sydney. Dort wurden sie unter Aufsicht des kolonialen Aborigines Protection Board gestellt.

## Name
Der Aborigine-Name für Sydney Cove, der in einer Reihe von Zeitschriften, Karten und Vokabularen der Ersten Flotte verzeichnet ist, war Warrane, auch War-ran, Warrang und Wee-rong geschrieben. Dieser Ort ist sowohl für Aborigines als auch für Nicht-Aborigines als Ort des ersten Kontakts zwischen den lokalen Aborigines der Eora und den Berewalgal (Berewalgal bedeutet in etwa: Menschen von einem fernen Ort: die Europäer) von großer Bedeutung.
Sydney Cove wurde nach dem britischen Innenminister, dem 1. Baron Sydney (der später, 1789, zum 1. Viscount Sydney ernannt wurde), benannt. Es war der Ort, den Kapitän Arthur Phillip, RN, zwischen dem 21. und 23. Januar 1788 für die Gründung der Sträflingskolonie Australien wählte, aus der die heutige Stadt Sydney entstand, und an dem der Besitz von New South Wales am 26. Januar formell zum Besitz erklärt wurde (jetzt als Australia Day begangen). Heute ist der genaue Ort, an dem die Flagge gepflanzt wurde, unmarkiert, unter den Gebäuden des Circular Quay.